# El Susto
El Susto es una localidad mexicana, localizada en el municipio de Singuilucan en el estado de Hidalgo.

## Historia
El 15 de septiembre de 2014,se desfusiona oficialmente La Rosa.

## Geografía
Se encuentra en la región geográfica de la Comarca Minera; |a la localidad le corresponden las coordenadas geográficas 20° 03’ 31.176” de latitud norte y 98° 29’ 46.201” de longitud oeste, con una altitud de 2513 m s. n. m. Cuenta con un clima templado subhúmedo con lluvias en verano, de mayor humedad.
En cuanto a fisiografía se encuentra en la provincia del Eje Neovolcánico, dentro de la subprovincia de Lagos y Volcanes de Anáhuac; su terreno es de lomerío. En lo que respecta a la hidrografía se encuentra posicionado en la región del Pánuco, dentro de la cuenca del río Moctezuma, y en la subcuenca del río Metztitlán.

## Demografía
En 2020 registró una población de 640 personas, lo que corresponde al 4.23 % de la población municipal. De los cuales 314 son hombres y 326 son mujeres.
| Gráfica de evolución demográfica de El Susto entre 1900 y 2020                               |
|                                                                                              |
| Población de los censos y conteos del Instituto Nacional de Estadística y Geografía (INEGI). |